# Козяр Юрій Олександрович
Юрій Олександрович Козяр (20 вересня 1960, Старокостянтинів, Хмельницька область) — український художник-живописець.

## Біографія
Юрій Козяр народився 20 вересня 1960 року в місті Старокостянтинові, що на Хмельниччині, де закінчив дитячу художню школу.
У 1984 році закінчив художньо-графічний факультет Одеського державного педагогічного інституту імені К. Д. Ушинського (викладач Валентин Захарченко). Однокурсницею була майбутня дружина з Хотина, Чернівецької області — Валентина.
Після закінчення навчання викладав малюнок та живопис в Коростенській дитячій художній школі (Житомирська область); від 1986 року працював в Чернівецькому художньому комбінаті.
Від 1990 року живе і разом з дружиною працює у Вінниці. Вони — учасники міжнародних, національних та обласних виставок з 1984 року. А зараз їх роботи з успіхом експонуються на виставках і художніх форумах в Німеччині, Америці, Англії, Польщі.

## Художні виставки
- 1993 — Виставка українських художників Нюренберг, Німеччина.
- 1994 — Персональна виставка. Вінниця. Україна.
- 1995 — Всеукраїнська виставка, присвячена 400-річчю Б. Хмельницького.
- 1996 — Всеукраїнська виставка «Чорнобиль. Трагедія. Пам'ять». Київ, Україна .
- 1996 — Персональна виставка г. Киев, галерея «Славутич».
- 1999 — Персональна виставка галерея «Лавра». Київ, Україна .
- 2000 — Виставка в Нью-Йорку, Український Інститут Америки.
- 2002 — Аукціон «Сучасне українське мистецтво» Київ, Україна.
- 2003 — Персональна виставка галерея «Моро». Київ, Україна
- 2003 — Виставка «Романтика Росії». Лондон, Англія.
- 2004 — Виставка «Artists-in-Residence». Відень, Австрія.
- 2004 — Виставка «Артгалера». Вінниця, Україна.
- 2004 — Виставка галерея «Горизонт». Лос-Анжелес, США.
- 2005 — Виставка «Артгалера». Вінниця, Україна.
- 2005 — Всеукраїнська виставка присвячена «Дню художника». Київ, Україна.
- 2006 — Персональна виставка. Галерея «НЕФ». Київ, Україна.
- 2007 — Виставка «Благословення». Берлін, Німеччина.
- 2008 — Виставка. Продюсерський Центр Бойко. Магденбург, Німеччина.
- 2008 — Персональна виставка. Галерея «N-Prospect», С.-Петербург, Росія